# Dúbravka (powiat Michalovce)
Dúbravka – wieś (obec) na Słowacji położona w kraju koszyckim, w powiecie Michalovce. Pierwsze wzmianki o miejscowości pochodzą z roku 1409. 
Według danych z dnia 31 grudnia 2012, wieś zamieszkiwało 681 osób, w tym 348 kobiet i 333 mężczyzn.
W 2001 roku rozkład populacji względem narodowości i przynależności etnicznej wyglądał następująco:
- Słowacy – 97,46%
- Czesi – 0,15%
- Rusini – 0,3%
- Węgrzy – 0,45%

Ze względu na wyznawaną religię struktura mieszkańców kształtowała się w 2001 roku następująco:
- Katolicy rzymscy – 53,28%
- Grekokatolicy – 35,82%
- Ewangelicy – 0,75%
- Prawosławni – 5,82%
- Ateiści – 0,75%
- Nie podano – 2,24%